# نیکی جین (خواننده)
نیکول ژان لیری (زاده ۲۵ اوت ۱۹۸۳)، معروف به نیکی جین، خواننده و ترانه‌سرای آمریکایی است. ژان متولد سنت پل، مینه سوتا، به عنوان خواننده اصلی یک گروه فیلادلفیا به نام Nouveau Riche شروع به کار کرد. هنگامی که او در سال ۲۰۰۷ مشغول کار بر روی آلبوم خود به نام The Cool در سال ۲۰۰۷ بود با خواننده رپ لوپ فیاسکو آشنا شد و به عنوان هنرمند برجسته در تک آهنگ خود " هیپ هاپ زندگی من را نجات داد " به موفقیت اولیه دست یافت. او به‌طور مکرر با او همکاری می‌کند. نیکول ژان لیری در ۲۵ اوت ۱۹۸۳ در سنت پل، مینه سوتا به دنیا آمد. پدرش یک کارمند سازمان کمک دولتی و مادرش وکیل کار بود. ژان پس از تماشای جشن تولد ۱۰۰ سالگی ایروینگ برلین در سال ۱۹۸۳، علاقه اولیه به ترانه سرایی پیدا کرد، و در سن هشت سالگی شروع به یادگیری پیانو کرد. علاقه مادرش به موسیقی فولکلور باعث شد که او اهمیت نوشتن اشعاری را بیاموزد که خواندن آنها آسان باشد. ژان همچنین تحت تأثیر ذائقه مادرش در پل سایمون و استیوی واندر قرار گرفت و با تماشای موزیکال‌های قدیمی بزرگ شد. او در دوران دبیرستان نام «نیکی جین» را برگزید تا خود را از سایر افرادی که نامش را به اشتراک گذاشته بودند متمایز کند.